# Scratch Wiki
Scratch Wiki是一個免費提供的協作編寫的wiki，提供有關Scratch編程語言、其網站、歷史和圍繞它的現象的信息。此wiki由國際Scratch Wiki社區支持，主要由Scratch用户編輯。Scratch Wiki是網站、程序和教程的流行信息來源，並且隨著Scratch用户將其作為主要信息來源，所以還在繼續增長。該Wiki還包括供世界各地的Scratch用户構建、共享和查閱的高級條目。截至2022年10月22日，該wiki總共有2,115篇條目。